# 親衛隊第5軍
親衛隊第5志願山地軍（德語：V. SS-Freiwilligen-Gebirgskorps）是武裝親衛隊的一个军，存在於第二次世界大战後期。1943年10月至1944年12月，該軍作為第2裝甲軍團的一部分在巴尔干地区與南斯拉夫游擊隊作戰。此時它的兵力基本不超過兩個師。1945年，該軍作為第9軍團的一部分在法兰克福行政区和隨後的柏林戰役中作戰。

## 戰鬥序列
- 親衛隊第32师
- 親衛隊第35师
- 親衛隊第36师
- 502重戰車營